# Nymphe endormie

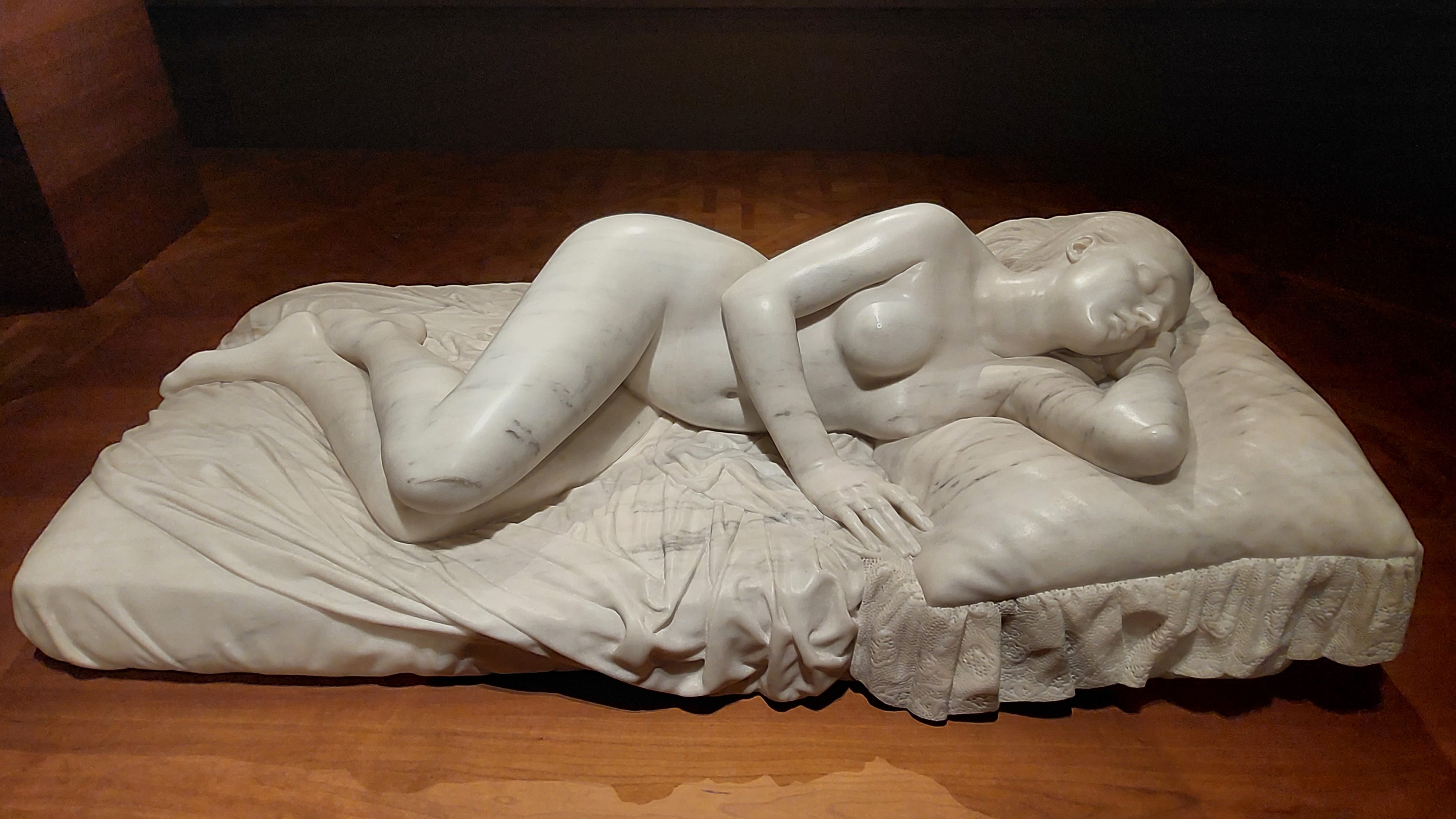
L.-P. Deseine, Nymphe endormie

Nymphe endormie (deutsch: Schlafende Nymphe) ist eine Skulptur des französischen Bildhauers Louis-Pierre Deseine. Sie befindet sich in den Kunstsammlungen des Musée de Valence.

## Werk
Das Werk aus Marmor ist ca. 45 × 163 × 77 cm groß. Auf Wunsch von Alphonse Bérenger, damals Abgeordneter des Départements Drôme in der Nationalversammlung, überließ der Staat die Skulptur 1837 der städtischen Kunstsammlung von Valence. Sie wurde unter der Nummer Sc. 7 inventarisiert und gilt heute als eines der wichtigsten Werke des Museums.
Deseine entlehnte das Thema des Schlafs vom Hermaphrodit Borghese im Louvre und übertrug es hier in einen weiblichen Körper. Die zerknitterte und geometrische Draperie des Bettes und die Spitze des Kopfkissens passen sich an die geschwungenen und glatten Formen des weiblichen Körpers an und heben sie im Kontrast dazu hervor.